# Massylier
Die Massylier (altgriechisch Μασσύλιοι Massylioi, lateinisch Massyli) waren ein antiker Volksstamm im östlichen Numidien. Im Osten grenzte ihr Gebiet (Massylia) an Karthago, im Westen an Masaisylia, das Gebiet der Massäsylier. Die wichtigsten Orte waren Cirta, Tebessa und Thugga.

## Könige
Könige der Massylier waren:
- Gaia (Tifinagh-Schrift ⴳⴰⵢⴰ Gaya, numidisch GJJ)
- Massinissa (ⵎⴰⵙⵉⵏⵉⵙⵙⴰ Masinissa, punisch MSNSN, 201 bis 149 v. Chr.), Sohn des Gaia
- Micipsa (ⵎⵉⵙⵉⴱⵙⴰ Misibsa, punisch MKWSN, 148 bis 118 v. Chr.), Gulussa (ⴳⵓⵍⵓⵙⵙⴰ Gulussa, punisch GLSN) und Mastanabal (ⵎⴰⵙⵟⴰⵏⴱⴰⵍ Masṭanbal, punisch MSTN`B´), Söhne des Massinissa
- Adherbal (ⴰⴷⵉⵔⴱⴰⵍ Adirbal, 118 bis 112 v. Chr.), Sohn des Micipsa
- Hiempsal I. (118 bis 117 v. Chr.), Sohn des Micipsa
- Jugurtha (ⵢⵓⴳⵔⵜⵏ Yugerten, 118 bis 105 v. Chr.), Neffe und Adoptivsohn des Micipsa
- Gauda (ⴳⵓⴷⴰ Guda, 105 bis 88 v. Chr.), Sohn des Mastanabal
- Masteabar (Ostmasaisylia und Westmassylia) und Hiempsal II. (Sohn des Gauda, Ostmassylia und Emporia)
- Arabion (Westmassylia, 44 bis 41/40 v. Chr.) und Juba I. (ⵢⵓⴱⴰ I Yuba I, Ostmassylia, ca. 60 bis 46 v. Chr.)

## Massylia unter römischer Vorherrschaft
Nach dem Sieg Gaius Iulius Caesars über die Pompeianer und damit über Juba I. wurde der östliche Teil Ostmassyliens ein Teil der von Caesar neu geschaffenen Provinz Africa nova. Der westliche Teil Ostmassyliens, d. h. die Gegend um Cirta, fiel an den Abenteurer Publius Sittius, der das Land an seine Soldaten verteilte und eine römische Kolonie einrichtete, die Colonia Cirta Sittianorum. Sittius selbst wurde 44 v. Chr. von Arabion ermordet.
Bocchus II. von Mauretanien, ein Freund des Sittius und ebenfalls Verbündeter Caesars im Krieg gegen Juba, erhielt Westmassylien und Ostmasaesylien (die Gegend um Sitifis).